# Resolução 146 do Conselho de Segurança das Nações Unidas
Resolução 146 do Conselho de Segurança das Nações Unidas, foi aprovada em 9 de agosto de 1960, depois de um relatório do Secretário-Geral sobre a implementação das resoluções 143 e 145, o Conselho confirmou a sua autoridade para executar a responsabilidade colocada sobre ele, assim, e invocou a Bélgica em retirar as suas tropas do Estado do Catanga. O Conselho, então, reafirmando que a Força das Nações Unidas no Congo não seria uma parte ou de qualquer forma intervir em qualquer conflito interno, declarou que a entrada de forças das Nações Unidas em Catanga era necessário para a plena aplicação da presente resolução.
Foi aprovada com 9 votos, e com duas abstenções da França e Itália.